# Thecla levis
Thecla levis är en fjärilsart som beskrevs av Druce 1907. Thecla levis ingår i släktet Thecla och familjen juvelvingar. Inga underarter finns listade i Catalogue of Life.